# 4120 Denoyelle
4120 Denoyelle este un asteroid din centura principală, descoperit pe 14 septembrie 1985 de Henri Debehogne.